# Capstan

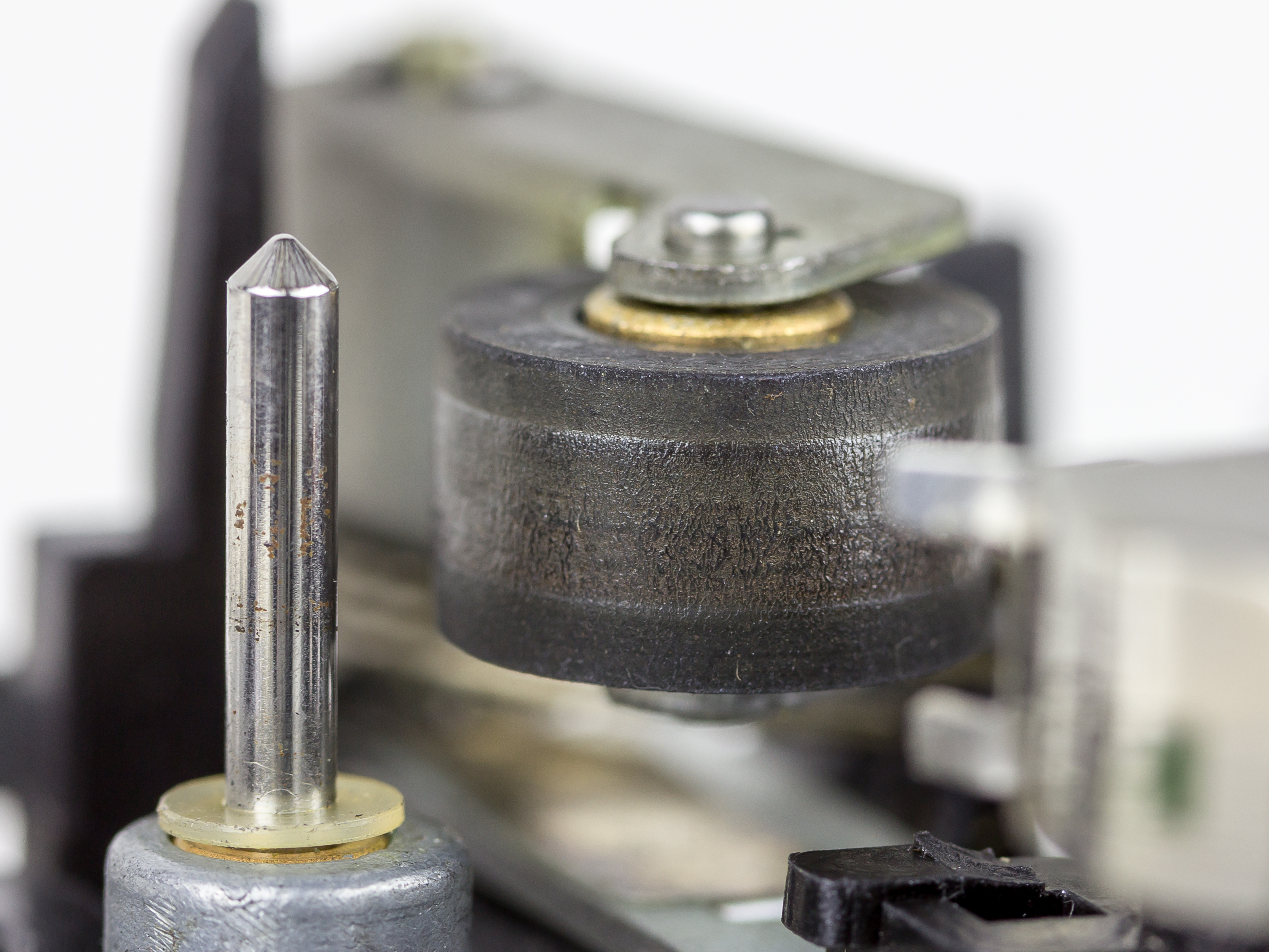
Capstan und Andruckrolle

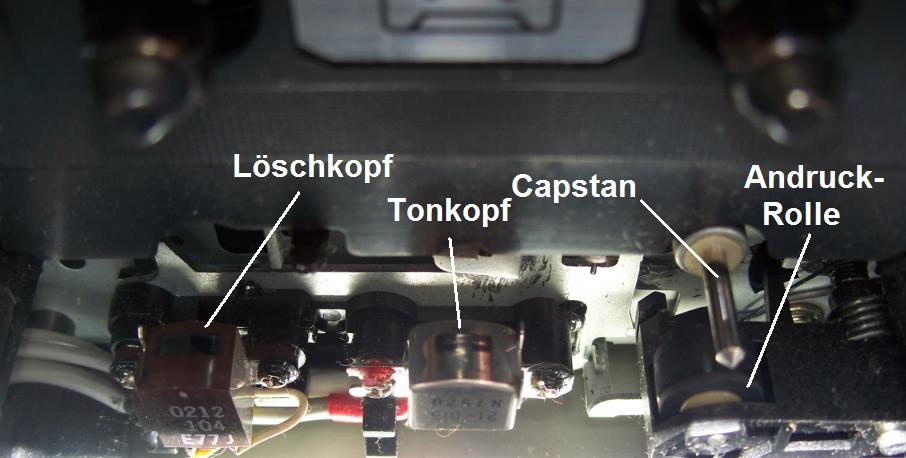
Kassettenfach mit Capstan, Andruckrolle, Ton- und Löschkopf

Ein Capstan (englische Bezeichnung für die Spillwinde), auch Tonwelle, ist eine rotierende Welle, die in Kombination mit einer Andruckrolle dazu dient, das Band in einem Bandgerät (Tonbandgerät, Kassettenrekorder,  Filmprojektor, Schneidetisch, Scanner, Videorecorder) mit konstanter Geschwindigkeit am Tonkopf vorbeizuziehen. Bei hochwertigen Geräten wird die Tonwelle von einem eigenen Motor angetrieben. Zur Verbesserung des Gleichlaufes ist sie üblicherweise mit einer Schwungscheibe verbunden. Der Name entstammt der Form und teilweise auch der Funktion eines Spill, bzw. dessen englischer Übersetzung Capstan.
Ein Capstan wird mit hoher Präzision gefertigt und poliert. Eine Unregelmäßigkeit ist als „flutter“ oder Tremolo vor allem in höheren Tonlagen störend hörbar.
Laufwerke für Kompaktkassetten mit „Autoreverse“ haben zwei gegeneinander laufende Tonwellen, deren Andruckrollen einzeln für die jeweilige Bandrichtung auf ihre Tonwelle gedrückt werden.
Hochwertige Geräte besitzen einen Doppel-Capstan-Antrieb, der das Band vor und nach dem Tonkopf gleichmäßiger transportiert. Der Gleichlauf wird verbessert und Zugschwankungen beim Aufwickeln des Bandes reduziert.
Die Bandgeschwindigkeit soll möglichst konstant sein. Die kleinere Spule dreht sich schneller als die große, was über eine Rutschkupplung ausgeglichen wird. Bleibt das Band infolge von Abrieb und Verunreinigungen am Capstan oder an der Andruckrolle hängen, entsteht Bandsalat.